# 小行星1992
小行星1992（1992 Galvarino）是一颗围绕太阳公转的小行星。1968年7月18日，卡洛斯·托雷斯、S·科夫雷（S. Cofré）在Cerro El Roble发现了此天体。
該小行星以馬普切酋長加爾瓦里諾命名。
这颗小行星的绝对星等为99.30187585726064等。